# Лордкипанидзе, Лора Николаевна
Лора Николаевна Лордкипанидзе (7 октября 1932, Ташкент — 24 марта 2022, Ташкент) — советский и узбекский учёный-петрограф и историк геологии. Доктор геолого-минералогических наук, Почётный член Международной комиссии по истории геологических наук (INHIGEO).

## Биография
Родилась 7 октября 1932 года в городе Ташкенте.
В 1950 году окончила школу [где?] с золотой медалью.
В 1955 году окончила с отличием кафедру геохимии и петрографии, Геологического факультета Среднеазиатского государственного университета (САГУ).
Начала работать на кафедре петрографии и металлогении под руководством Х. М. Абдуллаева.
С 1958 года работала научным сотрудником в Институте геологии и геофизики. Старший (1971), затем ведущий научный сотрудник (1991).
В 1964 году на Геологическом факультете МГУ защитила кандидатскую диссертацию по теме «Платформы и их типы: Исторический обзор. Эволюция представлений»
В 1967—1971 годах — учёный секретарь Отделения наук о Земле Президиума Академии наук Узбекской ССР.
В 1970—1986 годах подготовила, с соавторами, издания «Геологическая изученность СССР» (том 35, выпуски по Узбекистану), охватывающие публикации и отчёты по геологии за 1946—1970 года.
В 1991 году защитила докторскую диссертацю в ИИЕТ РАН по теме «Учение о платформах: (этапы развития)».
Автор, соавтор и редактор более 200 работ, в том числе 30 монографий, книг и справочников. Участник многочисленных международных научных конгрессов, симпозиумов и совещаний.
Под её редакцией также вышел семитомник «Геология Средней Азии (1917—1960)», который используется в качестве учебника для вузов.
Скончалась 24 Марта 2022 года в Ташкенте.

## Награды и премии
- Медаль «Ветеран труда», СССР
- Орден «Дустлик», 2003
- Медаль «50-летие Республиканской академии наук», Узбекистан
- Премия Фонда академика Хабиба Абдуллаева, Узбекистан.

## Членство в организациях
- Международная комиссия по истории геологических наук (INHIGEO), почётный член с 2019 года.